# Чемпіонат Чехословаччини з футболу 1929—1930
1 ліга 1929/30 (чеськ. 1. asociační liga 1929/30) — шостий професіональний розіграш чемпіонату Чехословаччини з футболу. Переможцем змагань втретє з часу введення професіоналізму став клуб «Славія» (Прага). 

## Підсумкова таблиця
|   | Турнірна таблиця     | М  | В  | Н | П  | МЗ | МП | О  |
| - | -------------------- | -- | -- | - | -- | -- | -- | -- |
| 1 | Славія (Прага)       | 14 | 14 | 0 | 0  | 64 | 13 | 28 |
| 2 | Спарта (Прага)       | 14 | 9  | 0 | 5  | 46 | 25 | 18 |
| 3 | Вікторія (Жижков)    | 14 | 8  | 0 | 6  | 37 | 36 | 16 |
| 4 | Богеміанс (Прага)    | 14 | 7  | 1 | 6  | 47 | 33 | 15 |
| 5 | Тепліце ФК           | 14 | 7  | 0 | 7  | 46 | 37 | 14 |
| 6 | Кладно               | 14 | 5  | 1 | 8  | 32 | 40 | 11 |
| 7 | Краловські Виногради | 14 | 3  | 0 | 11 | 18 | 65 | 6  |
| 8 | Чехія Карлін (Прага) | 14 | 2  | 0 | 12 | 21 | 50 | 4  |

## Найкращі бомбардири
| №   | Гравець           | Клуб               | Голи |
| --- | ----------------- | ------------------ | ---- |
| 1.  | Франтішек Клоз    | Кладно             | 15   |
| 2.  | Антонін Пуч       | Славія             | 14   |
| 3.  | Франтішек Юнек    | Славія             | 13   |
| 4.  | Франтішек Свобода | Славія             | 13   |
| 5.  | Карел Громадка    | Вікторія           | 12   |
| 6.  | Ян Смолка         | Спарта / Богеміанс | 12   |
| 7.  | Йозеф Шима        | Тепліце            | 11   |
| 8.  | Богумил Йоска     | Славія             | 11   |
| 9.  | Отто Гафтль       | Тепліце / Спарта   | 11   |
| 10. | Йозеф Коштялек    | Спарта             | 11   |

## Чемпіони
Франтішек Планічка (-/0),
Йозеф Слоуп-Штаплік (-/0) -
Вацлав Бара (-/1),
Франтішек Черницький (3/0),
Карел Чипера (-/1),
Адольф Фіала (-/0),
Богумил Йоска (-/11),
Франтішек Юнек (-/13),
Йозеф Кратохвіл (-/2),
Антонін Новак (12/0),
Йозеф Плетиха (-/0),
Антонін Пуч (-/14),
Йозеф Сухий,
Франтішек Свобода (-/13),
Адольф Шимперський (-/0),
Їндржих Шолтис (-/7),
Ладислав Шубрт (5/0),
Антонін Водічка (14/0),
Ладислав Женишек (-/0) -
тренер Джон Вільям Мадден